# Burzum
Burzum je sólový black metalový hudební projekt kontroverzního norského muzikanta Varga Vikernese. Jedná se o jednu z ústředních kapel, která v devadesátých letech společně s ostatními norskými skupinami (Mayhem, Thorns, Darkthrone atd.) formovala undregroundový hudební sub-žánr a sub-kulturu známou jako black metal. Slovo Burzum znamená „temnota“ v černé řeči Mordoru (fiktivním jazyku J. R. R.  Tolkiena). První čtyři alba nahrál Varg Vikernes v rozmezí patnácti měsíců (od ledna 1992 do března 1993), které však byly vydány se zpožděním, kvůli jeho odsouzení do vězení na 21 let za zabití kytaristy Mayhem a vůdčí osobnosti norského black metalu Øysteina "Euronymouse" Aarsetha a usvědčení ze žhářství tří kostelů (což mělo za následek zviditelnění jak samotné osobnosti Vikernse, tak celého black metalu, který se tím následně velmi rychle zpopularizoval).
Vikernes pokračoval s nahráváním hudby ve vězení a nahrál dvě alba ve stylu dark ambient.
Po propuštění z vězení v roce 2009 vydal další dlouhohrající alba. V roce 2018 Varg ukončil svoje působení v Burzum a tím ukončil kariéru. V říjnu 2019, oznámil že má v úmyslu vydat nové album pod jménem Burzum, předběžně titulované jako „Thulêan Mysteries“.

## Historie

### 1988–1993

Logo Burzum

Varg Vikernes se začal aktivně zabývat hudbou ve svých patnácti letech v roce 1988, když začal hrát na elektrickou kytaru ve skupině Kalashnikov (později přejmenovanou na Uruk-Hai). Následně hraje na elektrickou kytaru ve skupině Old Funeral, kde se seznamuje s Haraldem Nævdalem (známým pod pseudonymem Demonaz Doom Occulta – později spoluzakladatel kapely Immortal), který ovlivněn Øysteinem "Euronymem" Aarsethem (dále jen Euronymous) zasvěcuje Varga Vikernse do undergroundového extrémního stylu – black metalu. Vikernes nadšen tímto žánrem opouští Old Funeral a v roce 1991 zakládá hudební kapelu Burzum, jejímž je jediným členem. Po nahrání prvních dvou demonahrávek (Demo I a Demo II vydaných svépomocí, bez produkční společnosti) se stává součástí uzavřené black metalové scény v Norsku a Euronymovým přítelem u jehož produkční společnosti Deathlike Silence vydává pod pseudonymem Count Grischnack (hrabě Grischnack) své první dlouhohrající album bez názvu (známé jednoduše jako Burzum). Na tomto albu krátce hostuje i Euronymous (sólo na elektrickou kytaru ve skladbě "War").
Svůj životní postoj nevyjadřuje pouze hudbou, ale i činy a v tomto období startuje vlnu žhářství norských historických kostelů (později u soudu je mu prokázáno spálení tří kostelů a jedné kaple), v čemž ho ostatní členové scény, a později i příznivci, napodobují. Ohořelé trosky fantovstského kostela zdobí i obal jeho dalšího EP Aske (z norštiny přeloženo jako „Popel“), které u Deathlike Silence vydává (z tohoto žhářství je taktéž obviněn, ale není mu u soudu prokázáno; je považován za autora fotografie na bookletu). Na tomto EP hostuje Samoth (kytarista skupiny Emperor), později odsouzen na 16 měsíců za žhářství kostela ve Vindafjordu, na kterém se s Vikernesem podílel. V tuto dobu Vikernes vážně uvažuje, že společně se Samothem a najatým bubeníkem uskuteční s Burzum živá vystoupení. K tomu však nakonec nedochází a Vikernes od těchto myšlenek zcela upouští a nadále již veškeré nahrávky realizuje zcela sám.
Mezitím 10. srpna 1993 vrcholí dlouhotrvající spor mezi Vikernesem a Euronymem. Po hádce Vikernes Euronyma v jeho bytě ubodá. Na těle bylo nalezeno 23 bodných ran na hlavě, krku a zádech.
Jeho druhé dlouhohrající album Det som engang var (z norštiny přeloženo jako „Tak kdysi bylo“) vychází 20. srpna roku 1993 pod jeho vlastní produkční společnosti Cymophane Records (album bylo nahráno ještě před Aske, ale vydáno později).

### 1993–2009
V srpnu 1993 je Vikernes zatčen a začíná medializované soudní řízení v kterém je obviněn z vraždy Euronyma, žhářství a krádeže a skladování 150 kg výbušnin.
Varg Vikernes je uznán vinným a odsouzen k 21 letům vězení. Dne 2. května 1994 nastupuje Varg Vikernes výkon trestu.
Další album Hvis lyset tar oss (z norštiny přeloženo jako „Až si nás světlo vezme“ – nahráno v září 1992) vychází 15. května 1994 pod britskou produkční společností Misanthropy Records, založenou Tizianou Stupiou (fanynkou skupiny). Tiziana Stupia založila tuto společnost poté, když o nové nahrávky Burzum přestaly jevit všechny nahrávací společnosti zájem, z důvodu nechvalně známé minulosti Vikernese (původně produkovala pouze nahrávky Burzum, ale později i dalších kapel).
Dne 1. ledna 1996 vydává Misanthropy Records album Filosofem (nahráno v březnu 1993). Jde o poslední album, které stihl Varg nahrát před svým uvězněním.
Ve vězení je mu odepřen přístup ke klasickým nástrojům, a tak kompiluje dvě alba ve stylu dark ambient – Dauði Baldrs (1997) a Hliðskjálf (1999).
V roce 1998 vydává Misanthropy Records edici vinylových LP desek nazvanou jednoduše 1992–1997 a limitovanou na 1 000 kusů. Tato obsahuje všechny dlouhohrající desky a EP Aske, vyjma poslední desky Hliðskjálf. LP Filosofem zde neobsahuje skladbu "Rundgang Um Die Transzendentale Säule Der Singularität," jelikož je dlouhá 25 minut a 11 sekund, a celé album by se na gramofonovou desku nevešlo. Tato edice je velmi vzácná.

### 2009–současnost
Ihned po propuštění z vězení začíná Vikernes připravovat nový materiál pro nové album, které se mělo původně jmenovat Den hvite guden (v překladu „Bílý bůh“). Později je však název změněn na Belus a pod produkční společností Byelobog Productions vychází 8. března 2010.
V tuto dobu je oznámeno i natáčení filmu o Vikernesově mládí a rané éře norského black metalu na motivy knihy Lords of Chaos spisovatele Michaela Moynihana (která se právě tímto tématem zabývá). Vikernes ovšem s objektivitou knihy není spokojen, stejně tak opovrhuje i produkcí plánovaného filmu.
Následujícího roku, jen o den dříve než album Belus, tedy 7. března 2011, vychází jeho následovník Fallen, a 28. listopadu 2011 reedice skladeb z alb Burzum a Det som engang var nazvaná From the Depths of Darkness (na oficiálních stránkách kapely prezentována jako kompilace, nikoliv plnohodnotné album).
Dne 21. května 2012 vychází Umskiptar (ze staré norštiny přeloženo jako „Proměny“).
V dalším roce, 27. dubna 2013, Vikernes vkládá na svůj YouTube kanál ThuleanPerspective audiovideo s názvem Back to the Shadows. Jak vysvětluje na svém blogu, jedná se o poslední metalovou skladbu, kterou složil.
Dne 27. května 2013 vychází nahrávka Sôl austan, Mâni vestan, která se nese v ryze ambientním duchu.
2. června 2014 vychází album The Ways of Yore, které prohlubuje ambientní kořeny předchozího alba do opakujících se, mnohdy až hypnotizujících, nahrávek.
Dne 7. října 2019 Varg oznámil na svém Twitteru, že vydá další album nazvané Thulêan Mysteries, které se ponese v duchu The Ways of Yore a bude podtextem pro jeho stolní deskovou hru MYFAROG. Album bude obsahovat celkem 23 stop. Podstatnou část těchto nahrávek Varg již použil na svém Youtube kanálu Thulean Perspective (kanál byl zablokován v roce 2019 z důvodu porušování podmínek).

## Diskografie

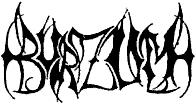
Logo 1991

Logo 1992–1994

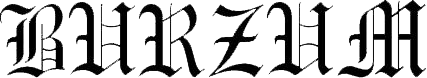
Logo 1994–2009

### Dema
- Burzum (Demo I) (1991, vlastní vydání)
- Burzum (Demo II) (1991, vlastní vydání)
- Burzum (Promo) (1992, Deathlike Silence Productions)

### Studiová alba
- Burzum (1992, Deathlike Silence Productions)
- Det som engang var (1993, Cymophane Productions)
- Hvis lyset tar oss (1994, Misanthropy Records)
- Filosofem (1996, Misanthropy Records)
- Dauði Baldrs (1997, Misanthropy Records)
- Hliðskjálf (1999, Misanthropy Records)
- Belus (2010, Byelobog Productions)
- Fallen (2011, Byelobog Productions)
- From the Depths of Darkness (2011, Byelobog Productions)
- Umskiptar (2012, Byelobog Productions)[4]
- Sôl austan, Mâni vestan (2013, Byelobog Productions)
- The Ways of Yore (2014, Byelobog Productions)
- Thulêan Mysteries (2020, Byelobog Productions)
- The Land of Thulê (2024, Byelobog Productions)

### EP
- Aske (1993, EP, Deathlike Silence Productions)

### Kompilace
- Burzum / Aske (1995, Misanthropy Records)
- 1992-1997 (1998, Misanthropy Records)
- Burzum Anthology (2002, Cymophane Productions)
- Burzum Anthology (2008, Back on Black Records)
- Burzum 1992-1999 (2010, Byelobog Productions)